# Jasenovo (Serbia)
Jasenovo (cyr. Јасеново) – wieś w Serbii, w Wojwodinie, w okręgu południowobanackim, w gminie Bela Crkva. W 2011 roku liczyła 1243 mieszkańców.